# براندان موريارتي
براندان موريارتي (بالإنجليزية: Brendan Moriarty)‏ هو منتج أفلام ومخرج أمريكي، ولد في 1989.

## وصلات خارجية
- براندان موريارتي على موقع IMDb (الإنجليزية)
- براندان موريارتي على موقع أول موفي (الإنجليزية)
- براندان موريارتي على موقع قاعدة بيانات الفيلم (الإنجليزية)
- براندان موريارتي على موقع كينوبويسك (الروسية)